# Palmhuset, Stockholm

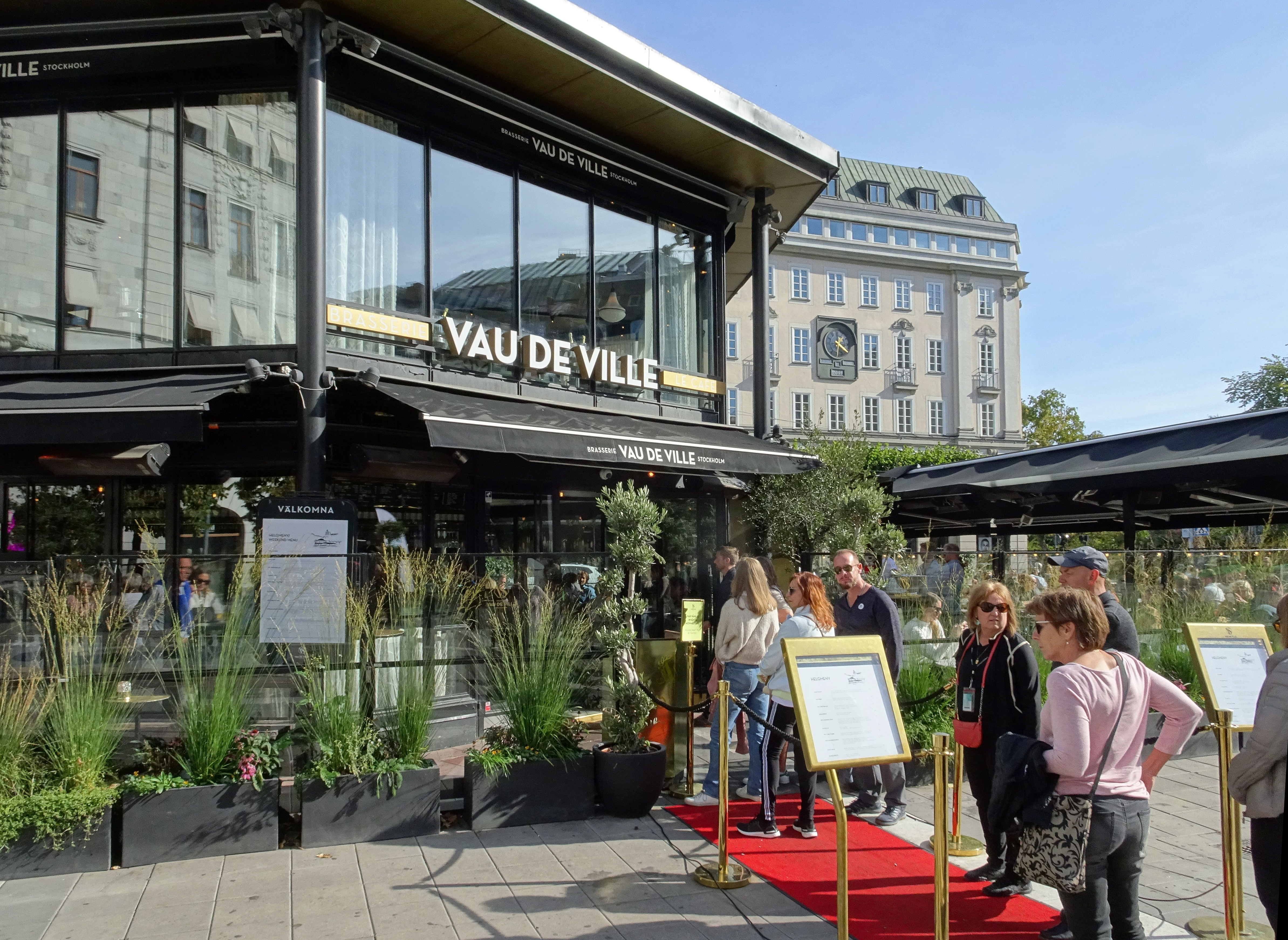
Palmhuset med Vau De Ville, 2019.

Palmhuset kallas en restaurangbyggnad på Norrmalmstorg på Norrmalm i Stockholm. Nuvarande byggnad uppfördes 1993 och innehåller sedan 2012 restaurangen Vau De Ville.

## Beskrivning
Palmhuset är en paviljongbyggnad på Norrmalmstorg som uppfördes 1993 efter ritningar av arkitekt Per Kallstenius. Huset ersatte då det äldre Palmhuset som byggdes 1972, ritat av arkitekt Gunnar Lené. Han var arkitekt vid Stockholms gatukontor och bland annat huvudansvarig för Stockholms tunnelbanas kaklade innerstadsstationer. Palmhuset på Norrmalmstorg skulle fungera som publik mötesplats med en vinterträdgård och samtidig ge plats för en del tekniska installationer.
Efter att fastighetsbolaget Hufvudstaden förvärvat byggnaden 1992 beslöt Stockholms stad att torget skulle genomgå en ordentlig upprustning. Ungefär samtidigt drogs museispårvägen (Djurgårdslinjen) hit. Det gamla Palmhuset revs och den nuvarande byggnaden uppfördes på torgets nordöstra del och stod färdigt 1993. Kallstenius gav paviljongen en kinesiserande stil inspirerad av asiatiska tehus. Det är en sjuhörning i två våningar under ett pagodtak. Till en början inrymdes Café Zanzibar och en Pressbyråkiosk i byggnaden. 2012 renoverades Palmhuset och franskinspirerade restaurangen Vau De Ville flyttade in.

## Bilder

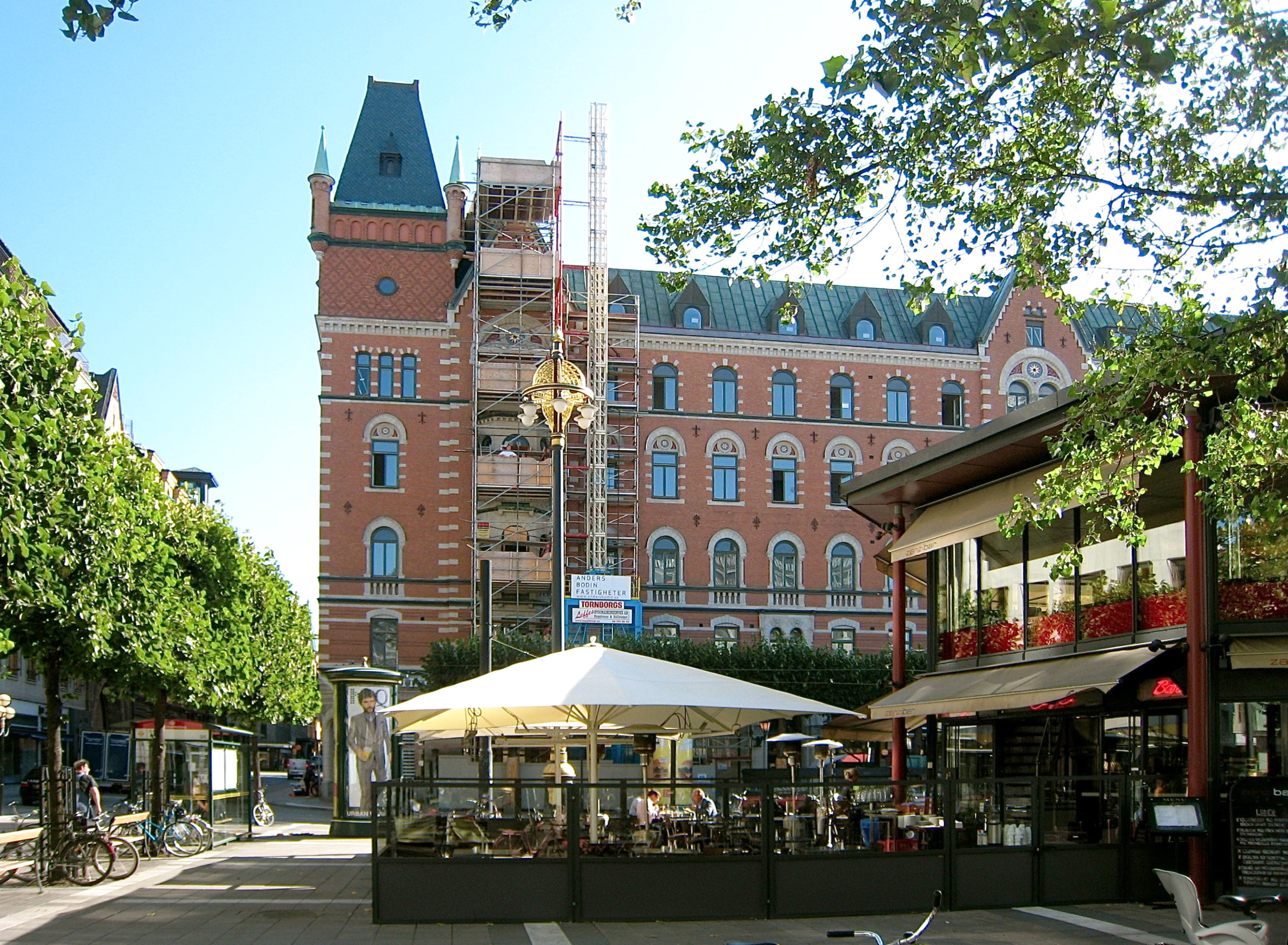
Café Zanzibar, 2009.
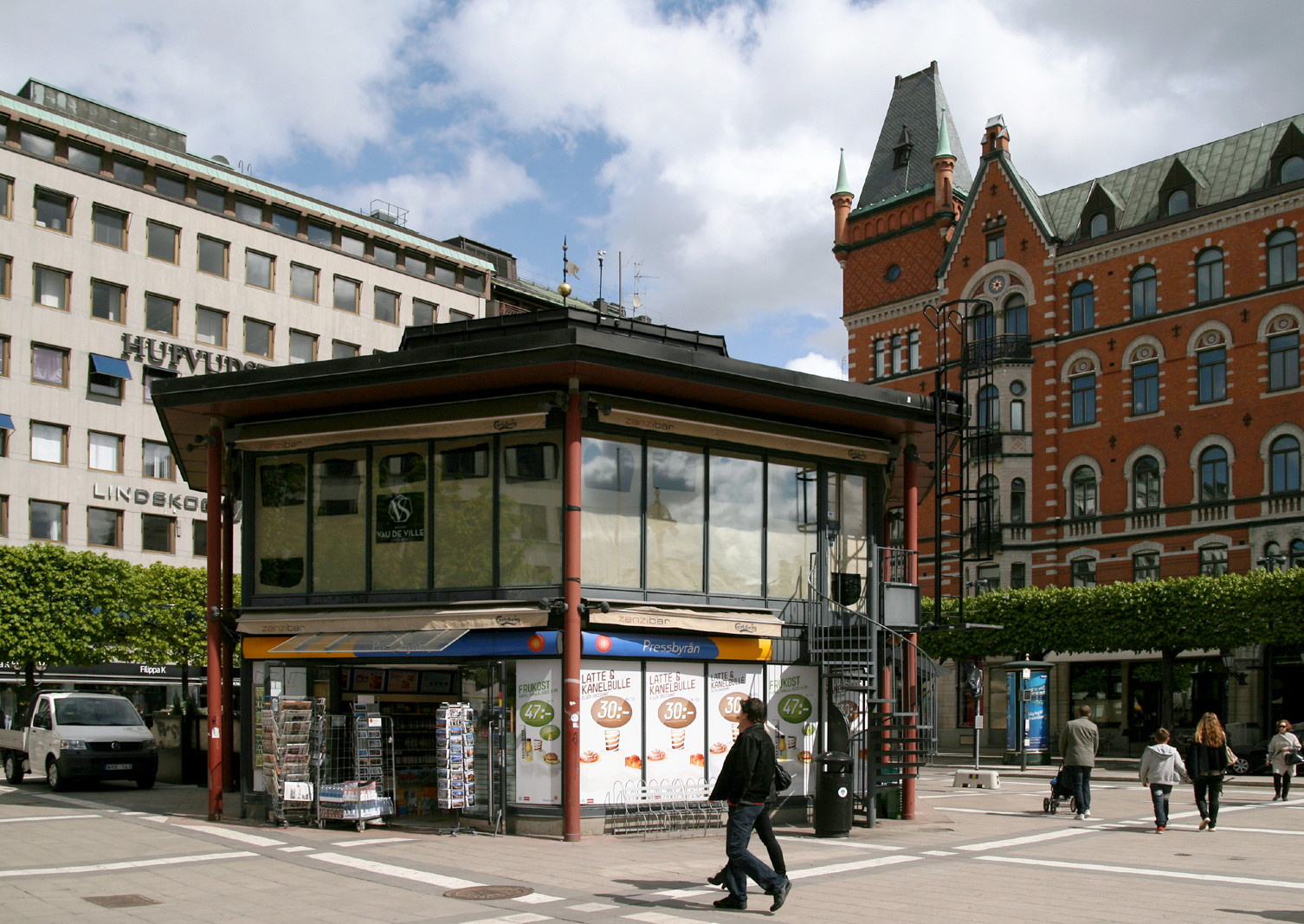
Pressbyråkiosk 2012.
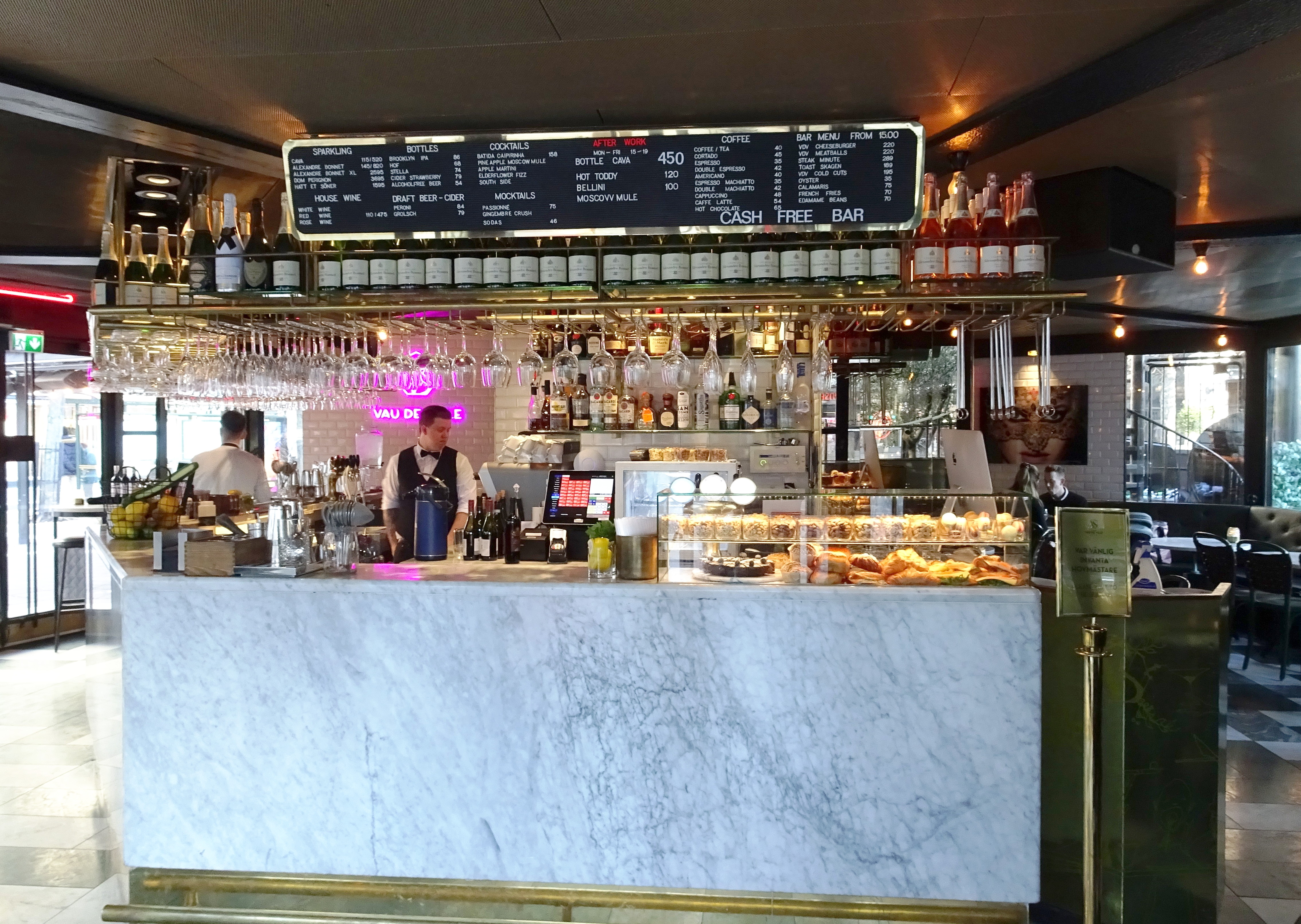
Restaurang Vau De Ville, 2020.
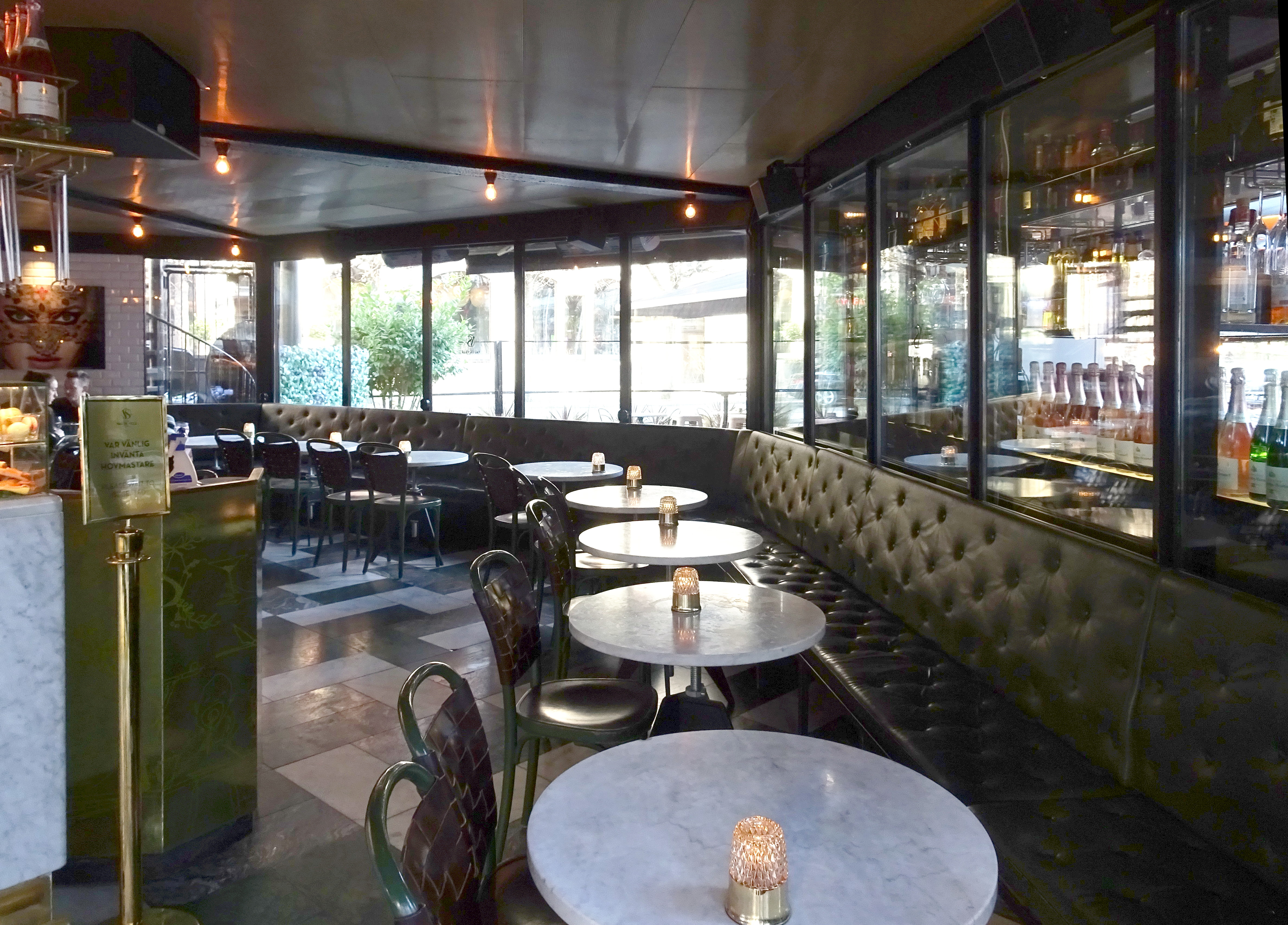
Restaurang Vau De Ville, 2020.